# ماخسود كريموف
ماخسود كريموف (31 ديسمبر 1985 بجرجانية في أوزبكستان - ) هو لاعب كرة قدم أوزبكستاني في مركز الدفاع. شارك مع منتخب أوزبكستان لكرة القدم. أما مع النوادي، فقد لعب مع نادي نسف قرشي.

## روابط خارجية
- ماخسود كريموف على موقع إي إس بي إن إف سي (الإنجليزية)
- ماخسود كريموف على موقع ناشيونال فوتبول تيمز (الإنجليزية)
- ماخسود كريموف على موقع Soccerway.com (الإنجليزية)